# Australoonops granulatus
Australoonops granulatus är en spindelart som beskrevs av Hewitt 1915. Australoonops granulatus ingår i släktet Australoonops och familjen dansspindlar. Inga underarter finns listade.